# Лесняк, Марек
Ма́рек Себа́стьян Ле́сняк (пол. Marek Sebastian Leśniak род. 29 февраля 1964 года в Голенюве) — польский футболист, нападающий. Значительную часть карьеры провёл в «Погонь Щецин» и «Байер 04». На рубеже 80-х и 90-х годов выступал в сборной Польши.

## Карьера
Лесняк начал свою карьеру в клубе «Поморзанин Новоград». В 1982 году он перешёл в «Погонь Щецин». В этот период он также выступал в молодёжной сборной Польши, с которой занял третье место на чемпионате мира 1983 года. В сезоне 1983/84 он попал в первую команду «Погонь» и стал её основным нападающим. 7 октября 1986 года он дебютировал в национальной сборной в товарищеском матче против Северной Кореи в Быдгоще, соперники разошлись вничью 2:2. В 1987 году он с «Погонь» занял второе место в чемпионате и стал лучшим бомбардиром лиги с 24 голами в 30 матчах.
Будучи на сборах олимпийской сборной Польши в Дании 20 мая 1988 года, он покинул отель в Орхусе, после чего не вернулся в страну с командой. Он отправился в ФРГ, решив продолжить карьеру там. Его первым зарубежным клубом был «Байер 04», действующий победитель Кубка УЕФА. По правилам Польского футбольного союза за рубеж не выпускались игроки младше 28 лет. Тем не менее польская сторона достигла соглашения с «Байером»: к трансферной сумме в размере 2 млн немецких марок (рекорд для игрока из Польши в то время) добавлялась поставка в Польшу фармацевтических препаратов компании Bayer (общая стоимость медикаментов превысила сумму трансфера).
Лесняку помогал адаптироваться его соотечественник Анджей Бунцоль, прибывший в команду годом ранее. В итоге Лесняк стал основным игроком «фармацевтов». За четыре сезона он сыграл большую часть матчей чемпионата, он также забил 19 голов. В сезоне 1989/90 он был лучшим бомбардиром «Байера» (8 голов). Однако его карьера в сборной не была успешной. Из «Байера» в команду его вызывали только один раз в 1989 году, после чего последовала четырёхлетняя пауза. В 1992 году он перешёл из «Байера» в «Ваттеншайд 09». Он играл в этом клубе три сезона. За это время по итогам опроса еженедельника Piłka Nożna он был признан футболистом года в Польше (1993). В 1995 году он стал игроком «Мюнхен 1860», а с весны 1996 года играл за «Юрдинген 05». Летом 1996 года он отправился в Швейцарию, где выступал за «Ксамакс». В 1997 году он вернулся в немецкую Бундеслигу, став игроком «Фортуна Дюссельдорф». В 1999 году он перешёл в более скромный «Пройссен Мюнстер». Его последними клубами стали «Фельберт» и «Хилден-Норд».
После окончания карьеры игрока тренировал различные немецкие клубы низших лиг.